# 張美瑤
張美瑤（1941年1月1日—2012年4月1日），原名張富枝，生於南投縣埔里鎮中山路166號，臺灣女演員，有「寶島玉女」美銜。張美瑤以主演台語電影出道，後轉拍港台國語電影和日本東寶電影，活躍於東亞影壇。1970年榮獲亞太影展最有前途新星，翌年息影。2002年復出拍攝多部電視劇，2008年榮獲金馬獎騎士勳章，2012年逝世後獲追頒第47屆金鐘獎的特別貢獻獎。

## 生平
1942年4月15日生於南投埔里，有一弟一妹。1957年，埔里中學初中部畢業後，在家附近的洋裁店幫忙，因緣際會得到玉峰影業公司演員訓練班講師賴耀培賞識，通過面試加入訓練班。玉峰負責人林摶秋將其藝名取為與其女兒們相似的「張美瑤」。接受為期兩年的訓練後，張美瑤在其玉峰處女作，林摶秋執導的《阿三哥出馬》（1959）中客串小角色，隨後出演《嘆煙花》（1959）上、下集，《錯戀》（又名：《丈夫的秘密》、《一馬雙鞍》，1959）共三部臺語片。
未幾，台語片衰落，玉峰學員紛紛離開。張美瑤回埔里學習洋裁，一個多月後，經賴耀培介紹至臺北國華廣告公司，任台語播音員兼廣告模特兒，其廣告月曆被台灣電影製片廠廠長龍芳發掘，因而進入台製，出演台灣第一部彩色寬銀幕國語片《吳鳳》（1962年）中的山地姑娘薩坦蘭，一夕爆紅。
1960年代，張美瑤是台製廠頭牌女星，也是少數能與香港國語片明星匹敵的台灣影星，銀幕形象溫柔端莊，被譽「台製之寶」、「寶島玉女」。除拍攝台製廠劇情片《雷堡風雲》、《梨山春曉》、《小鎮春回》、《歌聲魅影》等，1963年還外借至香港電懋公司拍攝《諜海四壯士》、《西太后與珍妃》、《生死關頭》，並應日本東寶公司之邀，演出《香港白薔薇》（香港の白い薔薇）、《戰場上的歌》（戦場にながれる歌）和《曼谷之夜》（バンコックの夜）三部片。
1963年6月中旬，徵信新聞社邀請張美瑤連載了半個多月的《香港與我》，共15篇，分享她在香港參與電影演出的所見所聞，與曾身處過的臺灣電影環境相比之下臺灣電影的缺失之處。1964年，張美瑤開拍李翰祥與台製合作的《風塵三俠》，飾演紅拂女，後因神岡空難，台製廠長龍芳、國際公司夏維堂、香港電懋公司陸運濤、王植波等罹難，《風塵三俠》被擱淺。
1964年年底，徵信新聞社主辦第一屆中國十大影星票選，張美瑤榮獲第3名，僅居凌波與樂蒂之後，她應邀回到故鄉埔里，為「台灣地理中心碑」剪綵並出席南投縣埔里鎮扶輪社成立大會，獲數萬鄉親夾道歡迎。1965年《中華日報》十九週年社慶活動時，出版張美瑤所著的《電影與我》，敘述她與電影的點滴，並安排了張美瑤新書簽名會，開明星出書與簽書會風潮。
1965年由日本返台後，張美瑤因拍攝電影《橋》（1966）與柯俊雄相識，在拍攝《梨山春曉》（1967）期間與之相戀，後再合作《落花時節》（1968）、《再見阿郎》（1970），被譽為是她的兩部巔峰之作。1970年張美瑤不顧家人反對，於當紅之際嫁給柯俊雄。同年獲頒「亞太影展最有前途新星」，唯隔年演出《母與女》後息影，專心投入家庭，並育有二女柯懿珊、柯品吟。1978年，她在柯俊雄主演的《黃埔軍魂》中客串演出。
柯俊雄婚後緋聞不斷。1973年他因出演《心蘭的故事》和苗可秀相戀，1990年起與服裝設計師蔡青樺維持婚外情14年，期間蔡生下1子1女，並接柯母同住。2004年，競選國民黨立委的柯俊雄以離婚為條件，要求張美瑤為自己站台，兩人在南投埔里戶政事務所辦妥離婚手續，才驅車前往新竹造勢。隔年柯俊雄與蔡青樺結婚，因贍養費糾紛與張美瑤對簿公堂，最後和解但斷絕往來。
2002年，在李岳峰導演邀請下，張美瑤接演公視電視劇《後山日先照》復出，首次提名金鐘獎女主角獎。離婚後為賺取生活費，她接演多部公視與大愛台連續劇，憑《家》、《赴宴》及《歡喜有緣-後山土地公》共四度提名金鐘獎。2008年出演最後一部作品，電影《停車》（2009），同年獲頒第四十五屆金馬獎「騎士勳章」。
張美瑤晚年罹患心臟病。2012年4月1日，心肺衰竭離世，享壽71歲。臨終前囑咐二女隱瞞死訊，不通知柯俊雄。直到4月11日遺體火化，安葬故鄉南投之後，二女才發布聲明。柯俊雄事後曾落淚懺悔，「這段婚姻她沒錯，錯在我。」

## 演出電影
- 1959 	《錯戀》(又名：丈夫的秘密，一馬雙鞍，台語片)
- 1959 	《阿三哥出馬》 (台語片)
- 1959 	《嘆煙花》 (台語片)
- 1962 	《吳鳳》
- 1963 	《諜海四壯士》 	Four Brave Ones
- 1964 	《西太后與珍妃》 	The Imperial Lady
- 1964 	《生死關頭》 	The Crisis
- 1964 	《敵後壯士血》 	The Blood of Post-War Heroes
- 1965 	《雷堡風雲》 	An Unseen Trigger-Man
- 1966 	《橋》
- 1967 	《壯志淩雲》
- 1967 	《梨山春曉》
- 1967 	《香港白薔薇》 	The White Rose of Hong Kong
- 1968 	《落花時節》 	Fallen Petals
- 1968 	《黑沙村大決鬥》 	Duel at Black Dunes
- 1968 	《大遊俠》 	A Sword for a Killer
- 1968   《青龍鎮》
- 1969 	《揚子江風雲》 	Storm over the Yangtze River
- 1969 	《情人的眼淚》 	Melody of Love
- 1970 	《喜怒哀樂》 	Four Moods
- 1970 	《再見阿郎》 	Goodbye Darling
- 1971 	《五對佳偶》 	Five Plus Five
- 1971 	《往事只能回味》 	When We Were Young
- 1971 	《母與女》 	Life with Mother
- 1978 	《黃埔軍魂》 	A Teacher of Great Soldiers
- 2009   《停車》         Parking

## 演出戲劇
- 2002 	《後山日先照》(公視)
- 2003 	《家》(公視)
- 2003   《再見阿郎》(台視)
- 2004 	《赴宴》(公視)
- 2005   《舊情綿綿》(華視)
- 2005   《再見忠貞二村》(公視)
- 2005   《明月照紅塵》(大愛)
- 2006   《歡喜有緣-後山土地公》(大愛)
- 2007   《牽手天涯》(大愛)
- 2008   《冬筍的滋味》(大愛)
- 2008   《愛，有你來作伴》(大愛)
- 2008   《幸福捕手》(台視)
- 2008 	《阿天與他的朋友大才》(公視) （電視電影）

## 入圍
- 2002年入圍金鐘獎戲劇類最佳女主角(後山日先照)
- 2003年入圍金鐘獎戲劇類最佳女主角(家)
- 2004年入圍金鐘獎戲劇類最佳女配角(赴宴)
- 2007年入圍金鐘獎戲劇類最佳女配角(後山土地公)

## 獲獎紀錄
- 1970年榮獲亞太影展最有前途新星
- 2008年榮獲金馬獎騎士勳章
- 2012年追頒第47屆金鐘獎特別獎

## 外部連結
- 寶島之美：張美瑤（中文）
- 張美瑤在互联网电影资料库（IMDb）上的資料（英文）（英文）
- 張美瑤在香港影庫上的簡介